# 旭川市立近文第一小学校
旭川市立近文第一小学校（あさひかわしりつちかぶみだいいちしょうがっこう）は、北海道旭川市東鷹栖にある公立小学校。旭川の近文地区で最初に設立された学校であり、上川支庁管内で最も古い歴史を持つ小学校である。略称は「近文第一小」または「近一（ちかいち）」。

## 歴史
旧東鷹栖村では1890年（明治23年）に地域住民により、寺子屋が開設されていた。翌1891年（明治24年）より北海道全体で、高等小学校の増設が実施され始めた。新たな開拓地での教育施設の増設は容易ではなかったものの、1896年（明治29年）より小学校教育が充実し始めた。
上川においても、近文地区の人口増加、および北海道旭川や永山からの遠距離通学や不就学児童への対応として、1897年（明治30年）3月5日に、鷹栖村立第一近文尋常小学校として本校が開校された。これを機に、東鷹栖村の各地に小学校や簡易教育所を設けようとする気運が向上し、小学校設立が相次ぐなど、村内の初等教育が本格化することとなった。
他の小学校が番号順に設立されていた状況から、翌1898年（明治31年）に近文第一尋常小学校と改称。学校所在地が大日本帝国陸軍の第7師団の用地となったことなどにより、明治期に2度の移転が実施された。
1938年（昭和13年）に旭川師範学校の代用附属小学校となった後、近文第一国民学校と改称、1966年（昭和41年）に現在の所在地に移転、1946年（昭和46年）に現在の校名に改称された。
1939年（昭和14年）に同窓生により寄贈された時計台は、台座に「時を惜しむ気持ちを」を意味する「惜陰（せきいん）」の2文字が刻まれ、同窓生の心の支えにもなっている。1966年（昭和41年）に校舎の新築に合わせて取り壊されたものの、文字盤部分は同校に保管されていたことから、1995年（平成7年）に開校百周年を記念して復元され、同窓生たちが「時計台に集う会」を開催して、再会を祝い合った。
小説家の安部公房が小学生時代に一時的に本校に通学していたことから、安部公房の没後20年にあたる2014年（平成26年）、東鷹栖の市民団体である東鷹栖安部公房の会により、本校の校庭に記念碑が建立された。その後も本校と安部公房との関連を広める目的で、同会による安部公房の作品の朗読会などが、本校で開催されている。
著名な教員として、北海道出身の英語学者である田中菊雄は、大正時代初期に7年間にわたって教員として勤めていた経験がある。田中は当時「人情教師」として慕われ、本校を「母校に次いで懐かしい」と自著で語っている。

## 教育
明るく健康であること、落ち着きがあって物を大切にすること、よく工夫計画して実践すること、礼儀正しく助け合うこと、感謝しあうこと、を教育目標に掲げている。
教育においては、生徒の主体性を重視している。生徒各自の心に触れる指導や、生徒自身が物事を調べて発表するなど、生徒の側に立った授業の工夫などを通じて、喜びと生きがいを与えることにより、自己指導の力を育てることを特色としている。この点において本校は、全教育活動を通じて、全校的な取り組みで成果をあげている。

## 受賞歴
- 1989年（平成元年）ソニー教育資金 優良校[17]、安田火災記念財団助成 優良校[18]
- 2002年（平成14年）教育公務員弘済会研究助成論文 特選[9]
- 2003年（平成15年）上川管内教育実践表彰[9]、租税教育推進 札幌国税局長表彰[19]